# 弁理士
弁理士（べんりし）とは、知的財産権等に関する業務を行うための国家資格者または国際資格者（欧州特許弁理士などの場合）をいう。

## ドイツの弁理士

### 概要
ドイツの弁理士（Patentanwalt)は、特許、商標等の専門性の区別がなく、日本と同様すべての業務が可能である。さらに、特許の有効性に関するドイツ特許商標庁の審決に対する訴え（連邦特許裁判所の専属管轄）の訴訟代理権を有するなど日本弁理士に近い権限を有している。ただし、以下の点で日本弁理士と相違する。会員数は約2,300人である。
- 日本弁理士と違って、民事訴訟の訴訟代理権を有していない。
- ドイツでは、Patentanwalt（事務所弁理士）とPatentassessor（企業弁理士）とは称号自体から区別されて、独特の代理人制度を構成している。1994年までは、Patentanwalt を名乗って企業に雇用されることはできなかったが、現在は一定の制限のもとで可能になっている。ドイツのPatentanwalt は、特許、商標等の専門性の区別がなく、日本と同様すべての業務が可能である。ただし、商標は弁護士が取り扱うケースも多い。ドイツ弁理士の多くは、欧州弁理士資格（後述）も有している。

参考：Patentanwaltskammer - Impulsgeber fur Innovation und Technik

### 業務範囲
基本的には、特許、実用新案、意匠、商標の工業所有権のほか半導体回路保護権、品種保護権、プログラム権（以下工業所有権等）についても、その取得、保持、防御等の問題について第三者への助言や代理の専権を有している（Patentanwalt 法第2条）。

### 資格の取得
- 試験実施主体（Patentanwalt 法第9条、Patentanwalt の研修及び試験規則第26条）
  - 試験委員会
  - 連邦司法省が委員を任命する。委員長の他、12人の連邦特許裁判所裁判官、12人の特許庁職員、24人のPatentanwalt 又はPatentassessor で構成される。特許庁長官が委員長を監督し、委員長が各委員を監督する。
- 試験実施方法（Patentanwalt 法第8条、Patentanwalt の研修及び試験規則第31条、第34条、第36条）
  - 筆記論文試験
    - 工業所有権保護に関する学術試験1科目5時間
    - 工業所有権保護に関する実務試験1科目5時間

  - 口頭試験
    - 実務事例に関する口頭説明試験15分
    - 工業所有権、民法、商法、独占禁止法、条約、外国工業所有権、Patentanwalt 法についての面接試験各人45分ずつ
- 受験資格（Patentanwalt 法第10条、Patentanwalt の研修及び試験規則第27条）
  - Patentanwalt 研修が終了していること。
  - 再試験は1回に限り可能。（すなわち、受験に2回失敗すると原則として弁理士になれないことになる。通例では、100人程度が受験し、合格率は90%ほど）。ただし、試験委員会が次は合格すると予測すれば、例外的に3回目の受験が可能となる（Patentanwalt の研修及び試験規則第39条）。
- 受験資格の内容
  - Patentanwalt 研修（34か月）
    - 弁理士の下での実務研修：26か月
    - 裁判所での研修：8か月（連邦特許裁判所6か月、地方裁判所：2か月）
    - 上記研修に平行して通信教育での一般法の履修と確認試験（ハーゲン通信大学とドイツ弁理士会が実施）（ハーゲン通信大学の1994年10月11日付け学習規則、および継続教育課程「弁理士のための法律」の修了を確認するための規則）
      - 第3条　課程の編成、期間、範囲
        - 1年度
          - （a）民法の基礎 8講座単位 = 160時間
          - （b）商法 1講座単位 = 20時間
          - （c）会社法 1講座単位 = 20時間

        - 2年度：
          - （d）競業法（不正競争防止法、競争制限禁止法） 2講座単位 = 40時間
          - （e）手続法 3講座単位 = 60時間
          - （f）特許法に基づく特別な手続法 1講座単位 = 20時間
          - （g）（個別的）労働法 1講座単位 = 20時間
          - （h）行政法 1講座単位 = 20時間
          - （i）憲法（基本権） 1講座単位 = 20時間
          - （j）ヨーロッパ法 3講座単位 = 60時間
          - （k）ライセンス契約法 1講座単位 = 20時間
          - （l）弁理士法 1講座単位 = 20時間

  - Patentanwalt 研修の受講資格
    - 理工系大学卒業資格
    - 大学での一般法（刑法を除く）の履修
    - 理工系大学卒業後、産業界あるいは大学での1年間の実務経験

このように、弁理士資格を取得するためには、大学での一般法（刑法を除く）の履修に始まり、理工系大学卒業後における産業界あるいは大学での実務開始から最短でも5年程度の間、研修と実務訓練と試験とに明け暮れることになる。すなわち、大学入学から準備が始まって、10年近くの歳月を経て弁理士が生まれることになる。

### 弁護士との関係
- 工業所有権等の民事事件における訴訟代理は、弁護士とともに、訴訟代理業務試験に合格した弁理士にも認められている。
- 弁理士ができる業務は原則として弁護士もできる。ただし、特許については実態として、弁護士が弁理士業務を行うことはない。弁護士が商標を取り扱うことはかなりある。

## 英国の弁理士

### 概要
英国においては、日本や他の欧州諸国と同様に弁理士制度は弁護士制度と別個に存在する。さらに、英国の弁理士は、特許の場合（patent attorney）と商標の場合（trade mark attorney, https://web.archive.org/web/20041027034306/http://www.itma.org.uk/intro/index.htm ）とに明確に分けられている。2006年に、patent agentの名称がpatent attorneyに変更された。patent attorneyの数は、1730人であり、trade mark attorneyの数は、1,500人である。英国弁理士の多くは、欧州弁理士資格（後述）も有している。
’参考：The Chartered Institute of Patent Attorneys - CIPA - Home - true

### 業務範囲
- 英国知的財産庁に対する手続代理 - 登録された弁理士は、その名称を用いて英国知的財産庁に対する手続代理を行うことができる（標榜業務）。ただし、英国知的財産庁に対する手続代理は、英国弁理士の資格が無い個人、パートナーシップ、法人によっても行われ得ることとされている。
- 法廷における代理 - patent attorney は、(1) Patents County Court（日本の簡易裁判所に相当）における法廷弁論権（法廷弁護士 (barrister) の業務）、(2) High Court（日本の地方裁判所に相当）とその控訴審における訴訟追行権（事務弁護士 (solicitor) の業務）、(3) 英国知的財産庁による特許に関する審決の取消訟についての訴訟代理とを行うことができる。英国弁理士のほか、法廷弁護士及び事務弁護士がこれらの訴訟代理を行うことができることはもちろんである。

### 資格の取得
英国弁理士会（CIPA）及び英国商標代理人協会（ITMA）が共催する弁理士試験に合格することが必要である。ただし、弁理士試験の受験資格を取得するには、以下の要件を満たす必要がある。
- 基礎科目についての受験資格
- 基礎科目を受験するためには、以下のいずれかに該当しなくてはならない。Patent Attorney の場合もTrade Mark Attorney の場合も同様である。
  - 中等教育一般免状（G,C,S,E）の中で少なくとも5科目において成績が優良であり、さらに、高等教育一般免状（G,C,E） の中で2科目において成績が優良であること。
  - 大学、科学技術高等専門学校等の学位を有すること。
  - The Joint Examination Board が認定した試験に合格したこと。
- 基礎科目の試験科目及び試験時間
  - 特許基礎科目
    - 基礎英国特許法及び手続（3時間）
    - 基礎海外特許法及び手続（3時間）

  - 商標基礎科目
    - 基礎商標業務（3時間）

  - 共通基礎科目
    - 基礎英国商標法（2時間）
    - 基礎海外商標及び実務（2時間）
    - 英国意匠及び著作権法（3時間）
    - 基礎英国法（2時間）
- 上級科目についての受験資格
  - Patent Attorney の場合には、以下のいずれかの科目に合格していること。
    - 特許基礎試験科目（基礎英国特許法及び手続）
    - 商標基礎科目及び共通基礎科目

  - Trade Mark Attorney の場合、以下のいずれかの科目に合格していること。
    - 商標基礎試験科目
    - 特許基礎科目及び共通基礎科目
- 上級科目の試験科目及び試験時間
  - 商標上級科目
    - 上級英国商標法（4時間）
    - 上級英国商標実務（4時間）

  - 特許上級科目
    - PATENT ATTORNEY 実務（4時間）
    - 英国及び海外特許明細書作成（4時間）
    - 英国特許明細書補正、取消手続等（3時間）
    - 英国特許侵害及び有効性（4時間）

## フランスの弁理士

### 概要
フランスの弁理士は、工業所有権代理人（conseil en propriété industrielle）と称され、フランス工業所有権庁への手続代理、文書作成のみならず、工業所有権に関する相談、第三者の代理等が広く認められている。
- フランスにおいては、工業所有権代理人と弁護士以外は職業として工業所有権に関する代理業務をしてはいけないことになっているが、これは1990年からであり、それまでは工業所有権の代理業務は工業所有権代理人の専権ではなかった（実際は、弁護士は出願ができても、後の手続において、技術問題に疎いため、特許出願を取り扱う弁護士はほとんどいない。商標を取り扱う弁護士はいる。）。
- フランスの工業所有権代理人は特許代理人と商標意匠代理人とに細分化されており、それぞれ別々の資格であって、試験・研修内容、業務範囲が異なるが、現実には特許代理人は、ほとんどが商標代理人の資格も取得している。特許代理人の数は、230人であり、商標意匠代理人の数は、270人である。特許代理人の多くは、欧州弁理士資格（後述）も有している。

’参考：CNCPI Conseils en Propriete Industrielle CPI Valorisation des actifs immateriels brevets marques modeles cabinet droit formation

### 業務範囲
工業所有権代理人は、工業所有権及びそれに関連する権利、それに関連する事項に関して発生する権利の取得、維持、活用、保護を目的として、助言、相談、代理、文書作成についての専権を有している。

### 資格の取得
- 試験科目（特許代理人の場合）
  - 試験1：技術文献に基づく特許出願のクレーム作成
  - 試験2：侵害についての鑑定書作成
- 受験資格
  - 特許代理人の場合
    - 技術系学士の取得（4～5年）（日本の大学卒業かそれ以上に相当する）
    - 3年の実務経験（工業所有権代理人協会会則第21条）
    - 1年の研修コース（C.E.I.P.I.）の受講
      - （注）C.E.I.P.I：ストラスブールのロバートシューマン大学法学部の知的所有権関係の研修コース。なお、すでに知的財産関係の事務所、企業で勤務している者のために年に6週間の集中コースが開催されている。

  - 商標代理人の場合
    - 法律系学士の取得
    - 3年の実務経験
    - 1年の研修コース（C.E.I.P.I.）の受講
      - （注）在学中に、知的所有権関係の修士の単位を取得している場合には、研修コースの受講が免除される。

## 米国の特許代理人制度
米国においては、独特の特許代理人制度が採用され、日本や欧州諸国と大きく相違する。米国では、Patent agent（特許出願代理人）資格を有する者が、連邦政府に対する特許の出願・審判の手続代理を行うことができる。また、米国の特許弁護士（Patent attorney）は、Attorney at law（通常の州弁護士資格）に加えPatent agent（特許出願代理人）資格を有する者を意味し、Patent agent（特許出願代理人）の業務に加えて、連邦政府に対する商標の出願代理・審判の手続代理、州弁護士資格の有効な州内において全ての法律事件を扱うこともできる。2022年1月現在において、米国特許弁護士（Patent attorney）は約36,000人、Patent agent（特許出願代理人）の資格のみを有する者は約13,000人である。また、米国知的財産協会会員数は17,000人である。
米国では、Patent Agent試験の簡略化が進んでいる。たとえば従来はクレーム作成もPatent Agent試験の試験科目に存在したが、1999年以降は、クレーム作成が削除され、現在はオンラインによる多枝選択式試験（試験直後に合否判定）のみで資格取得が可能である。簡素化された試験合格のみで資格取得が可能な点で、米国Patent Agentは、論文式試験の合格を必要とする欧州諸国の弁理士試験や日本の弁理士試験と相違する。また、Patent Agent試験では、所定の理工系大学卒業資格が要求され、その免除には工学系の試験（あるいは工学系の講習の受講）が要求されるため、工学系の素養を必要とする点で日本の弁理士試験と相違する。
米国では、弁護士資格を有しない特許出願代理人（Patent agent）とPatent attorneyとは明確に区別して概念されている。これに対して米国以外の諸外国では、大陸法系諸国（ドイツ、オーストリア、フランス等）であるか英米法系諸国（英国、オーストラリア、ニュージーランド等）であるかに拘わらず、一般にPatent attorney(に相当する名称)が使用され、Patent agentもその類義語として使用される。

### この節の外部リンク
- AIPLA（American Intellectual Property Law Association）

## 各国の弁理士制度の比較
|                      | 日欧の弁護士 | 日本弁理士 | 英国弁理士 | ドイツ弁理士 | フランス弁理士 | U.S. Attorney at Law | U.S. Patent Agent |
| -------------------- | ------------ | ---------- | ---------- | ------------ | -------------- | -------------------- | ----------------- |
| 特許出願代理         | ◯            | ◯          | ◯          | ◯            | ◯              | ×                    | ◯                 |
| 意匠・商標出願代理   | ◯            | ◯          | △          | ◯            | ○              | △                    | △                 |
| 審判（対特許商標庁） | ◯            | ◯          | ◯          | ◯            | ◯              | ×                    | ◯                 |
| 審決取消訴訟         | ◯            | ◯          | ◯          | ◯            | ◯              | ◯                    | ×                 |
| 侵害訴訟             | ◯            | △          | △          | ×            | △              | ◯                    | ×                 |
| 実施権契約相談       | ◯            | ◯          | ◯          | ◯            | ◯              | ◯                    | ×                 |
| 仲裁                 | ◯            | ◯          | ◯          | ◯            | ◯              | ◯                    | ×                 |
| その他法律業務       | ◯            | ×          | ×          | ×            | ×              | ◯                    | ×                 |